# Lovag utca
Lovag utca est une rue de Budapest, située dans le quartier de Terézváros (6e arrondissement).